# 서령버스
서령버스(瑞寧―)는 충청남도 서산시의 시내버스 업체이다.

## 역사
- 1981년 1월 1일: 충남교통운수(현 충남고속)에서 분리, 차량 26대(운행차 24대, 예비차 2대)로 설립
- 1984년 1월 2일: 주사무소를 서산군 서산읍 읍내리(현 서산시 읍내동)(구 서령버스 터미널)로 이전
- 1988년 8월 21일: 보유차량 76대를 서산 본사에 56대, 태안에 20대 분할 배치, 동년 12월 9일 태안영업소 개설
- 1990년: 좌석버스 운행 개시
- 1994년: 시내순환버스 운행 개시
- 1996년 1월 1일: 태안영업소(차량 40대)를 분사, 자회사 태안여객 설립
- 1997년 5월 6일: 현재의 위치로 이전
- 2004년 7월 16일: 대표이사 강신욱 취임
- 2008년: 2002년부터 7년 연속 건설교통부(현.국토교통부) 교통안전 우수업체 수상
- 2010년 12월: 서산시내버스에 노선번호제를 도입하였다.

## 회사 명칭의 유래
고려 충선왕 2년(1310)에 붙여진 서산시의 옛 지명 '서령부(瑞寧府)'에서 유래하였다.

## 운행 노선
2025년 04월 기준이다.
| 운행업체 | 보유 노선수 | 면허 대수 | 등록 대수 |
| -------- | ----------- | --------- | --------- |
| 서령버스 | 120         | 74        | 74        |

## 보유차종
자일대우버스
- 자일대우 레스타
- 자일대우 NEW BS090
- 자일대우 NEW BS110

KGM커머셜
- KGM C090
- KGM 스마트 110

현대자동차
- 현대 뉴 카운티
- 현대 카운티 뉴 브리즈
- 현대 그린시티
- 현대 뉴 슈퍼 에어로시티
- 현대 일렉시티
- 현대 유니버스 익스프레스 노블 (한양고속 출신, 직원 수송용 버스)
- 현대 뉴 프리미엄 유니버스 엘레강스